# Rallye de Wallonie
De Rallye de Wallonie is een rally in de streek rond Namen. Het rallycentrum bevindt zich in Jambes, een deelgemeente van de stad Namen. Deze rally werd voor het eerst georganiseerd in 1984 en gaat meestal door eind april. Sinds enkele jaren is de Rallye de Wallonie de derde wedstrijd van het Belgisch kampioenschap rally.

## Palmares
| Jaar | Rijder                    | Auto                    |
| ---- | ------------------------- | ----------------------- |
| 2018 | Vincent Verschueren       | Škoda Fabia R5          |
| 2017 | Kevin Abbring             | Peugeot 208 T16         |
| 2016 | Freddy Loix               | Škoda Fabia R5          |
| 2015 | Cédric Cherain            | Citroën DS3 R5          |
| 2014 | Kris Princen              | Subaru Impreza S12B WRC |
| 2013 | Freddy Loix               | Ford Focus RS WRC 08    |
| 2012 | Pieter Tsjoen             | Citroën C4 WRC          |
| 2011 | Pieter Tsjoen             | Citroën C4 WRC          |
| 2010 | Pieter Tsjoen             | Ford Focus RS WRC 08    |
| 2009 | François Duval            | Toyota Corolla WRC      |
| 2008 | Hubert Deferm             | Subaru Impreza WRC S10  |
| 2007 | Pieter Tsjoen             | Mitsubishi Lancer Evo 8 |
| 2006 | Pieter Tsjoen             | Ford Focus WRC 04       |
| 2005 | Pieter Tsjoen             | Toyota Corolla WRC      |
| 2004 | Pieter Tsjoen             | Toyota Corolla WRC      |
| 2003 | Pieter Tsjoen             | Toyota Corolla WRC      |
| 2002 | Chris Van Woensel         | Subaru Impreza WRX STI  |
| 2001 | Pieter Tsjoen             | Toyota Corolla WRC      |
| 2000 | Mathias Viaene            | Subaru S5 WRC           |
| 1999 | Kris Princen              | Renault Maxi Megane     |
| 1998 | Jean-Pierre van de Wauwer | Peugeot 306 Maxi        |
| 1997 | Laurent Verhoestraete     | Ford Sierra Cosworth    |
| 1996 | Patrick Snijers           | Ford Escort Cosworth    |
| 1995 | Bernard Munster           | Renault Clio Maxi       |
| 1994 | Patrick Snijers           | Ford Escort Cosworth    |
| 1993 | Robert Droogmans          | Ford Escort Cosworth    |
| 1992 | Robert Droogmans          | Ford Sierra Cosworth    |
| 1991 | Marc Soulet               | Ford Sierra Cosworth    |
| 1990 | Marc Duez                 | Ford Sierra Cosworth    |
| 1989 | Jean-Pierre van de Wauwer | BMW M3                  |
| 1988 | Robert Droogmans          | Ford Sierra Cosworth    |
| 1987 | Robert Droogmans          | Ford Sierra Cosworth    |
| 1986 | Robert Droogmans          | Ford Escort RS 2000     |
| 1985 | Patrick Snijers           | Lancia Rally 037        |
| 1984 | Patrick Snijers           | Porsche 911 SC RS       |